# Conraua
Conraua es un género de anfibios anuros de la familia Conrauidae. Se distribuyen por el oeste del África tropical, Etiopía y Eritrea.

## Especies
Se reconocen las siguientes según ASW:
- Conraua alleni (Barbour & Loveridge, 1927).
- Conraua beccarii (Boulenger, 1911).
- Conraua crassipes (Buchholz & Peters en Peters, 1875).
- Conraua derooi Hulselmans, 1972.
- Conraua goliath (Boulenger, 1906), Rana goliath.
- Conraua robusta Nieden, 1908.